# Chaerephon pumila
Chaerephon pumila је врста сисара из реда слепих мишева (Chiroptera) и породице Molossidae.

## Распрострањење
Ареал врсте Chaerephon pumila обухвата већи број држава, углавном у Африци.
Врста има станиште у Саудијској Арабији, Јужноафричкој Републици, Мадагаскару, Танзанији, Коморима, Екваторијалној Гвинеји, Гвинеји, Сенегалу, Сејшелима, Јемену, Судану, Малију, Нигеру, Нигерији, Етиопији, Сомалији, Замбији, Зимбабвеу, Анголи, Кенији, Бенину, Боцвани, Буркини Фасо, Бурундију, Чаду, Обали Слоноваче, Еритреји, Гани, Гвинеји Бисао, Либерији, Малавију, Руанди, Сијера Леонеу, Свазиленду, Тогу, Уганди, ДР Конгу, Републици Конго и Мозамбику.

## Станиште
Станишта врсте су разноврсна, укључују шуме, планине и саване. Врста је по висини распрострањена углавном до 1000 метара надморске висине.

## Угроженост
Ова врста је наведена као последња брига, јер има широко распрострањење и честа је врста.